# Campionati del mondo di ciclismo su strada 2020
I Campionati del mondo di ciclismo su strada 2020 (en.: UCI Road World Championships) si sono svolti dal 24 al 27 settembre 2020 ad Imola (Italia). È stata la seconda edizione di un campionato del mondo tenutosi nella cittadina romagnola dopo quella del 1968, nonché la quattordicesima in Italia, la prima dopo l’edizione di Firenze 2013.
Inizialmente i campionati erano previsti dal 20 al 27 settembre a Aigle-Martigny, in (Svizzera), ma a causa delle problematiche introdotte dalla pandemia di COVID-19 la sede svizzera ha rinunciato ad organizzare l'evento e l'UCI è stata costretta a trovare una nuova sede per le corse.
Il 2 settembre 2020 è stata ufficializzata la nuova sede delle corse, ovvero Imola, che ha ottenuto l'organizzazione dell'evento a scapito di La Planche des Belles Filles, in (Francia). 
Sempre a causa della pandemia in corso, l'UCI ha deciso che si sarebbero svolte le sole gare Élite maschili e femminili, annullando la prova a staffetta mista e le prove Junior e U-23.

## Percorso
Tutte le gare previste sono partite e terminate all'interno dell'Autodromo Enzo e Dino Ferrari, differenziandosi nel percorso. La gara su strada maschile è stata di 258,2 km con un totale di quasi 5000 m di salita. Il percorso femminile è stato di 143 km con un totale di 2750 m di salita. Entrambe le corse hanno seguito un circuito di 28,8 km: gli uomini lo hanno percorso per 9 giri, mentre le donne per 5. Il circuito ha compreso due salite per un totale di 3 km, con una pendenza media del 10% e tratti che raggiungono il 14%. 
Il circuito relativo alla prova a cronometro, privo di salite impegnative, è stato invece di 31,7 km con 200 m di dislivello e è stato percorso una sola volta sia dagli uomini, sia dalle donne.

## Calendario
| Data                   | Ora                    | Località               | Prova                  | Distanza               |
| Cronometro individuali | Cronometro individuali | Cronometro individuali | Cronometro individuali | Cronometro individuali |
| ---------------------- | ---------------------- | ---------------------- | ---------------------- | ---------------------- |
| 24 settembre           |                        |                        |                        |                        |
| 14:40 - 16:30          | Imola - Imola          | Femminile élite        | 31,7 km                |                        |
| 25 settembre           | 14:30 - 16:35          | Imola - Imola          | Maschile élite         | 31,7 km                |
| Corsa in linea         |                        |                        |                        |                        |
| 26 settembre           | 12:35 - 16:45          | Imola - Imola          | Femminile élite        | 143 km                 |
| 27 settembre           | 09:45 - 16:45          | Imola - Imola          | Maschile élite         | 258.2 km               |

## Medagliere
| Pos.   | Nazione     | Oro | Argento | Bronzo | Totale |
| ------ | ----------- | --- | ------- | ------ | ------ |
| 1      | Paesi Bassi | 2   | 1       | 1      | 4      |
| 2      | Italia      | 1   | 0       | 1      | 2      |
| 3      | Francia     | 1   | 0       | 0      | 1      |
| 4      | Belgio      | 0   | 2       | 0      | 2      |
| 5      | Svizzera    | 0   | 1       | 2      | 3      |
| Totale | Totale      | 4   | 4       | 4      | 12     |

## Sommario degli eventi
| Eventi                 | Oro                              | Tempo                      | Argento                          | Tempo   | Bronzo                      | Tempo |
| Uomini Elite           |                                  |                            |                                  |         |                             |       |
| Gara in linea dettagli | Julian Alaphilippe Francia       | 6h38'24" Media 38,885 km/h | Wout Van Aert Belgio             | a 24"   | Marc Hirschi Svizzera       | s.t.  |
| Cronometro dettagli    | Filippo Ganna Italia             | 35'54"10 Media 52,978 km/h | Wout Van Aert Belgio             | a 27"   | Stefan Küng Svizzera        | a 30" |
| Donne Elite            |                                  |                            |                                  |         |                             |       |
| Gara in linea dettagli | Anna van der Breggen Paesi Bassi | 4h09'57" Media 34,327 km/h | Annemiek van Vleuten Paesi Bassi | a 1'20" | Elisa Longo Borghini Italia | s.t.  |
| Cronometro dettagli    | Anna van der Breggen Paesi Bassi | 40'20"14 Media 47,158 km/h | Marlen Reusser Svizzera          | a 16"   | Ellen van Dijk Paesi Bassi  | a 31" |